# Межа ризику (фільм)
«Межа ризику» (англ. Margin Call, дослівно укр. Вимога гарантійного внеску, також знаний як «На межі ризику») — американський драматичний трилер 2011 року режисера та сценариста Джей Сі Чандора. Головні ролі виконали Кевін Спейсі, Пол Беттані і Джеремі Айронс. Вперше фільм продемонстрували 25 січня 2011 року у США на кінофестивалі «Санденс».

## Сюжет
У фільмі розповідається про один із великих американських інвестиційних банків (прототипом якого є Lehman Brothers), який перебуває на порозі фінансової кризи і банкрутства. Дія фільму відбувається протягом 24 годин, під час яких співробітники банку намагаються знайти вихід із кризової ситуації, що складається.
У банку відбувається раптове скорочення штату. Щойно звільнений начальник відділу з управління ризиками Ерік Дейл (Стенлі Туччі) перед своїм відходом передає флешку з незакінченими розрахунками одному зі співробітників відділу — Пітеру Саллівану (Закарі Квінто). Пітер залишається після робочого дня для того, щоб вивчити і доопрацювати дослідження Еріка. За кілька годин він виявляє жахливі факти — ризик за іпотечними цінними паперами, що перебувають у портфелі банку, сягнув рівня, коли подальше зниження котирувань цих паперів призведе до збитків, які можна порівняти з вартістю всіх активів інвестиційного банку.
Пітер викликає в офіс молодшого аналітика з ризиків Сета Брегмана (Пенн Беджлі) і старшого трейдера Вілла Емерсона (Пол Беттані), щоб повідомити їм про це. За кілька годин, уже після опівночі, у банку збирається весь топ-менеджмент. О другій годині ночі починається нарада з приводу цих «токсичних активів». Загалом на американському ринку таких паперів більш ніж на 8 трильйонів доларів (половина держборгу США). Цілком очевидно, що раптовий одномоментний продаж дуже великої кількості цінних паперів великим американським банком неминуче призведе до обвалу на фондовому ринку США. Незважаючи на це, глава банку ухвалює рішення негайно почати продавати «токсичні активи», щоб врятувати свої капітали.
До обіду наступного дня трейдери банку поспіхом, агресивно, з величезними дисконтами встигають позбутися цих активів до початку найсильнішого спадного тренду на фондовому ринку, який вони фактично спричинили своїми діями і який, своєю чергою, дав поштовх найбільшій фінансовій кризі XXI століття.

## У ролях
- Кевін Спейсі — Сем Роджерс, голова відділу торгових операцій банку
- Пол Беттані — Вілл Емерсон, голова відділу операцій з цінними паперами
- Джеремі Айронс — Джон Талд, головний виконавчий директор, голова правління
- Закарі Квінто — Пітер Салліван, старший аналітик ризиків
- Пенн Беджлі — Сет Бреґман, молодший аналітик ризиків
- Саймон Бейкер — Джаред Коен, голова відділу ринку капіталів
- Демі Мур — Сара Робертсон, голова відділу аналітики ризиків
- Стенлі Туччі — Ерік Дейл, колишній голова відділу аналітики ризиків
- Аасіф Мандві — Рамеш Шах, керівник вищої ланки з «верхнього поверху»
- Мері Макдоннелл — Мері Роджерс, колишня дружина Сема
- Ешлі Вільямс — Гітер Берк, одна із молодших кадрових працівників
- Сьюзен Блеквелл — Лорен Братберг
- Марія Діззіа — помічниця Талда

## Знімальна група
- Режисер — Джей Сі Чандор
- Сценарист — Джей Сі Чандор
- Композитор — Натан Ларсон
- Оператор — Френк Демарко
- Продюсери — Роберт Оґден Барнум, Майкл Бенаруа, Ніл Додсон, Джо Дженкес, Корі Муса, Закарі Квінто
- Монтаж — Піт Бодро

## Критика
Фільм отримав загалом позитивні відгуки: Rotten Tomatoes дав оцінку 88 % на основі 153 відгуків від критиків (середня оцінка 7,2/10) і 74 % від глядачів із середньою оцінкою 3,7/5 (16,225 голосів). Загалом на сайті фільми має позитивний рейтинг, фільму зарахований «стиглий помідор» від кінокритиків і «попкорн» від глядачів, Internet Movie Database — 7,1/10 (59 404 голоси), Metacritic — 76/100 (38 відгуків критиків) і 7,0/10 від глядачів (95 голосів). Загалом на цьому ресурсі від критиків і від глядачів фільм отримав позитивні відгуки.

## Касові збори
Під час показу у США, що розпочався 21 жовтня 2011 року, протягом першого тижня фільм показали у 56 кінотеатрах і він зібрав $561,906, що на той час дозволило йому зайняти 20 місце серед усіх прем'єр. Показ протривав 119 днів (17 тижнів) і завершився 16 лютого 2012 року. За це час фільм зібрав у прокаті у США $5,354,039, а у решті світу $14,150,000, тобто загалом $19,504,039 при бюджеті $3,5 млн.
Під час показу в Україні, що стартував 24 листопада 2011 року і закінчився 27 листопада. За це час фільм показали у 22 кінотеатрах і він зібрав $18,727, що на той час дозволило йому зайняти 9 місце серед усіх прем'єр.

## Нагороди і номінації
| Рік  | Нагорода                                  | Категорія                                                                     | Номінант | Результат   |
| ---- | ----------------------------------------- | ----------------------------------------------------------------------------- | --- | ----------- |
| 2011 | Берлінський кінофестиваль                 | Золотий ведмідь                                                               | Джей Сі Чандор | Номінація   |
| 2011 | Спілка кінокритиків Бостона               | Найкращий новий кінорежисер                                                   | Джей Сі Чандор | Друге місце |
| 2011 | Спілка кінокритиків Чикаго                | Найбільш обіцяючий кінорежисер                                                | Джей Сі Чандор | Номінація   |
| 2011 | Нагорода «Ґотем»                          | Найкращий акторський ансамбль                                                 | Кевін Спейсі, Пол Беттані, Джеремі Айронс, Закарі Квінто, Пенн Бедґлей, Саймон Бейкер, Мері Макдоннелл, Демі Мур, Стенлі Туччі, Аасіф Мандві                                         | Номінація   |
| 2011 | Національна рада кінокритиків США         | Найкращий дебют кінорежисера                                                  | Джей Сі Чандор | Перемога    |
| 2011 | Національна рада кінокритиків США         | 10 найкращих незалежних фільмів                                               | стрічка | Перемога    |
| 2011 | Товариство нью-йоркських кінокритиків     | Найкращий перший фільм                                                        | Джей Сі Чандор | Перемога    |
| 2011 | Товариство кінокритиків Фінікса           | Найкращий акторський ансамбль                                                 | Кевін Спейсі, Пол Беттані, Джеремі Айронс, Закарі Квінто, Пенн Бедґлей, Саймон Бейкер, Мері Макдоннелл, Демі Мур, Стенлі Туччі, Сьюзен Блеквелл, Аасіф Мандві, Ешлі Вільямс          | Номінація   |
| 2011 | Товариство кінокритиків Сан-Дієго         | Найкраща гра акторського ансамблю                                             | | Номінація   |
| 2011 | Товариство кінокритиків Сан-Франциско     | Найкращий оригінальний сценарій                                               | Джей Сі Чандор | Перемога    |
| 2011 | Асоціація кінокритиків Вашингтона         | Найкращий акторський ансамбль                                                 | | Номінація   |
| 2012 | «Оскар»                                   | Найкращий оригінальний сценарій                                               | Джей Сі Чадор | Номінація   |
| 2012 | Австралійський інститут кіно              | Найкращий сценарій                                                            | Джей Сі Чадор | Перемога    |
| 2012 | Австралійський інститут кіно              | Найкраща режисура                                                             | Джей Сі Чадор | Номінація   |
| 2012 | Австралійський інститут кіно              | Найкращий фільм                                                               | Роберт Оґден Барнум, Майкл Бенаруа, Ніл Додсон, Джо Дженкес, Корі Муса, Закарі Квінто                                                                                                | Номінація   |
| 2012 | Кастингове товариство Америки             | Видатні досягнення у кастингу — художній фільм — студійна або незалежна драма | Бернард Телсі, Тіффані Літтл Кенфілд | Номінація   |
| 2012 | Асоціація кінокритиків Центрального Огайо | Найкращий акторський ансамбль                                                 | Кевін Спейсі, Пол Беттані, Джеремі Айронс, Закарі Квінто, Пенн Бедґлей, Саймон Бейкер, Мері Макдоннелл, Демі Мур, Стенлі Туччі, Аасіф Мандві                                         | Номінація   |
| 2012 | Асоціація кінокритиків Центрального Огайо | Найкращий фільм                                                               | стрічка | Номінація   |
| 2012 | Нагорода «Chlotrudis»                     | Найкраща гра акторського ансамблю                                             | | Номінація   |
| 2012 | Незалежний дух                            | Найкращий перший фільм                                                        | Роберт Оґден Барнум, Майкл Бенаруа, Ніл Додсон, Джо Дженкес, Корі Муса, Закарі Квінто                                                                                                | Перемога    |
| 2012 | Незалежний дух                            | Приз Роберта Альтмана                                                         | Джей Сі Чандор, Тіффані Літтл Кенфілд, Бернард Телсі, Пенн Бедґлей, Саймон Бейкер, Пол Беттані, Джеремі Айронс, Мері Макдоннелл, Демі Мур, Закарі Квінто, Кевін Спейсі, Стенлі Туччі | Перемога    |
| 2012 | Незалежний дух                            | Найкращий перший сценарій                                                     | Джей Сі Чандор | Номінація   |
| 2012 | Асоціація кінокритиків Торонто            | Найкращий перший художній фільм                                               | Джей Сі Чандор | Номінація   |